# Iozadàk
Iozadàk (anche Josadàk, Josedec o Jehozadàk) è un personaggio della Bibbia, il cui nome significa "Dio ha giustificato" e  che compare nell'elenco dei sommi sacerdoti discendenti di Aronne, inserito nel primo libro delle Cronache al termine del capitolo 5 o all'inizio del 6 (non c'è uniformità fra le diverse edizioni). Era figlio del sommo sacerdote Seraià (1Cronache 5,40-41 oppure 6,14-15) e al tempo dell'esilio babilonese (597-581 a.C.) fu portato in cattività da Nabucodonosor II (regnò dal 605 al 562 a.C. circa). Probabilmente morì a Babilonia. Fu il padre del sommo sacerdote Giosuè, che tornò con Zorobabele e con lui diede inizio alla ricostruzione del Tempio (Esdra 3,2).
| Controllo di autorità | VIAF (EN) 4959160728561710380007 · GND (DE) 1222697319 |